# Landelijke fietsroute 10
De Waddenzeeroute of LF10 is een voormalige LF-route in het noorden van Nederland tussen Callantsoog en Bad Nieuweschans, een route van ongeveer 270 kilometer. De route volgt de kust van de Waddenzee.
Het fietspad loopt door de provincies Noord-Holland, Friesland en Groningen en loopt onder andere over de Afsluitdijk.
De gehele route is onderdeel van de Internationale Noordzeeroute. Momenteel is de route omgevormd tot de LF Kustroute.